# Washington Redskins 1990
La stagione 1990 dei Washington Redskins è stata la 59ª della franchigia nella National Football League e la 54ª a Washington. A differenza dell'anno precedente, il record finale di 10-6 fu sufficiente per centrare i playoff per la prima volta dal 1987. Nel primo turno la squadra batté i Philadelphia Eagles dopo di che fu eliminata la settimana seguente dai San Francisco 49ers campioni in carica.

## Roster
| Roster dei Washington Redskins nel 1990 |
| --- |
| Quarterback - 5 Gary Hogeboom - 16 Stan Humphries - 10 Jeff Rutledge - 11 Mark Rypien Running Back - 21 Earnest Byner - 24 Kelvin Bryant - 25 Reggie Dupard - 37 Gerald Riggs Wide Receiver - 84 Gary Clark - 86 Stephen Hobbs - 80 Joe Johnson - 81 Art Monk - 83 Ricky Sanders - 89 Walter Stanley Tight End - 82 John Brandes - 85 Don Warren - 86 Ron Middleton - 87 Terry Orr - 88 Jimmie Johnson Offensive Linemen - 61 Mark Adickes G - 53 Jeff Bostic C - 63 Raleigh McKenzie G - 68 Russ Grimm G - 66 Joe Jacoby T - 76 Ed Simmons T - 79 Jim Lachey T Defensive Linemen - 97 Jumpy Geathers DE - 78 Tim Johnson DT - 74 Markus Koch DE - 71 Charles Mann DE - 99 Tracy Rocker DT - 60 Fred Stokes DE - 76 Eric Williams DT Linebacker - 50 Ravin Caldwell - 51 Monte Coleman - 54 Kurt Gouveia - 55 Andre Collins - 58 Wilber Marshall - 91 Greg Manusky Defensive Back - 28 Darrell Green CB - 20 Alvoid Mays - 26 Danny Copeland - 31 Clarence Vaughn - 40 Alvin Walton SS - 47 A. J. Johnson CB Special Team - 2 Kelly Goodburn P - 8 Chip Lohmiller K |
| Legenda - I rookie sono in corsivo. - Il primo ruolo è il principale mentre gli eventuali successivi indicano i ruoli secondari. - (IR) sta per Injured Reserve ed indica la lista ristretta per un solo giocatore infortunato che può tornare ad allenarsi dopo la settimana 6 e a rientrare in prima squadra dopo che questa ha giocato 8 partite. - (NF-Inj.) / (NF-Ill.) stanno rispettivamente per Non-Football Injured e Non-Football Illness ed indicano le liste dove viene inserito un giocatore che ha un infortunio o una malattia non dipendente dal football americano. - (PUP) sta per Physically Unable to Perform ed indica la lista dove viene inserito un giocatore mentre è in attesa di recuperare la condizione fisica. Nella stagione regolare dopo la sesta partita giocata dalla propria squadra, il giocatore ha tempo tre settimane per riprendere ad allenarsi, più tre settimane aggiuntive dal suo rientro agli allenamenti per rientrare in prima squadra.                                                                            |

## Calendario
| Stagione regolare |                    |                         |                    |                    |                    |                    |                    |
| Turno             | Data               | Avversario              | Risultato          | Record             | Stadio             | Pubblico           | Sintesi            |
| 1                 | 9 settembre        | Phoenix Cardinals       | V 31–0             | 1–0                | RFK Stadium        | 52,649             | Recap              |
| 2                 | 16 settembre       | at San Francisco 49ers  | S 13–26            | 1–1                | Candlestick Park   | 64,287             | Recap              |
| 3                 | 23 settembre       | Dallas Cowboys          | V 19–15            | 2–1                | RFK Stadium        | 53,804             | Recap              |
| 4                 | 30 settembre       | at Phoenix Cardinals    | V 38–10            | 3–1                | Sun Devil Stadium  | 49,303             | Recap              |
| 5                 | Settimana di pausa | Settimana di pausa      | Settimana di pausa | Settimana di pausa | Settimana di pausa | Settimana di pausa | Settimana di pausa |
| 6                 | 14 ottobre         | New York Giants         | S 20–24            | 3–2                | RFK Stadium        | 54,737             | Recap              |
| 7                 | 21 ottobre         | Philadelphia Eagles     | V 13–7             | 4–2                | RFK Stadium        | 53,567             | Recap              |
| 8                 | 28 ottobre         | at New York Giants      | S 10–21            | 4–3                | Giants Stadium     | 75,321             | Recap              |
| 9                 | 4 novembre         | at Detroit Lions        | V 41–38 (DTS)      | 5–3                | Pontiac Silverdome | 69,326             | Recap              |
| 10                | 12 novembre        | at Philadelphia Eagles  | S 14–28            | 5–4                | Veterans Stadium   | 65,857             | Recap              |
| 11                | 18 novembre        | New Orleans Saints      | V 31–17            | 6–4                | RFK Stadium        | 52,573             | Recap              |
| 12                | 22 novembre        | at Dallas Cowboys       | S 17–27            | 6–5                | Texas Stadium      | 60,355             | Recap              |
| 13                | 2 dicembre         | Miami Dolphins          | V 42–20            | 7–5                | RFK Stadium        | 53,599             | Recap              |
| 14                | 9 dicembre         | Chicago Bears           | V 10–9             | 8–5                | RFK Stadium        | 53,920             | Recap              |
| 15                | 15 dicembre        | at New England Patriots | V 25–10            | 9–5                | Foxboro Stadium    | 22,286             | Recap              |
| 16                | 22 dicembre        | at Indianapolis Colts   | S 28–35            | 9–6                | RCA Dome           | 58,173             | Recap              |
| 17                | 30 dicembre        | Buffalo Bills           | V 29–14            | 10–6               | RFK Stadium        | 52,397             | Recap              |

Note: gli avversari della propria division sono in grassetto.

### Playoff
| Playoff    |                 |                            |           |                  |          |         |
| Turno      | Data            | Avversario (seed)          | Risultato | Stadio           | Pubblico | Sintesi |
| Wildcard   | 5 gennaio 1991  | at Philadelphia Eagles (4) | V 20–6    | Veterans Stadium | 65,287   | Recap   |
| Divisional | 12 gennaio 1991 | at San Francisco 49ers (1) | S 10–28   | Candlestick Park | 65,292   | Recap   |

## Classifiche
| NFC East                |    |    |   |      |     |      |     |     |     |
|                         | V  | S  | P | %    | DIV | CONF | PF  | PS  | STR |
| (2) New York Giants     | 13 | 3  | 0 | .813 | 7–1 | 10–2 | 335 | 211 | V2  |
| (4) Philadelphia Eagles | 10 | 6  | 0 | .625 | 5–3 | 9–3  | 396 | 299 | V3  |
| (5) Washington Redskins | 10 | 6  | 0 | .625 | 4–4 | 7–5  | 381 | 301 | V1  |
| Dallas Cowboys          | 7  | 9  | 0 | .438 | 2–6 | 6–8  | 244 | 308 | S2  |
| Phoenix Cardinals       | 5  | 11 | 0 | .313 | 2–6 | 3–9  | 268 | 396 | S3  |